# Taylor Gold
Taylor Riley "Ty" Gold (ur. 17 listopada 1993 w Steamboat Springs) – amerykański snowboardzista specjalizujący się w half-pipe'ie. W 2014 roku wystartował na igrzyskach olimpijskich w Soczi, gdzie zajął 14. miejsce. Był też między innymi dwudziesty na rozgrywanych rok wcześniej mistrzostwach świata w Stoneham. Najlepsze wyniki w Pucharze Świata osiągnął w sezonie 2014/2015, kiedy to zajął trzecie miejsce w klasyfikacji generalnej AFU, a w klasyfikacji halfpipe’u zdobył Małą Kryształową Kulę (ex aequo z Zhangiem Yiwei).

## Osiągnięcia

### Igrzyska olimpijskie
| Miejsce | Dzień     | Rok  | Miejscowość | Konkurencja | Zwycięzca           |
| ------- | --------- | ---- | ----------- | ----------- | ------------------- |
| 14.     | 11 lutego | 2014 | Soczi       | Halfpipe    | Iouri Podladtchikov |

### Mistrzostwa świata
| Miejsce | Dzień       | Rok  | Miejscowość | Konkurencja | Zwycięzca           |
| ------- | ----------- | ---- | ----------- | ----------- | ------------------- |
| 24.     | 15 stycznia | 2011 | La Molina   | Big Air     | Petja Piiroinen     |
| 43.     | 20 stycznia | 2011 | La Molina   | Halfpipe    | Nathan Johnstone    |
| 20.     | 20 stycznia | 2013 | Stoneham    | Halfpipe    | Iouri Podladtchikov |
| 8.      | 13 marca    | 2021 | Aspen       | Halfpipe    | Yūto Totsuka        |

### Puchar Świata

#### Miejsca w klasyfikacji generalnej
- - AFU[2]
- sezon 2011/2012: 58.
- sezon 2012/2013: 56.
- sezon 2013/2014: 9.
- sezon 2014/2015: 3.
- sezon 2016/2017: 138.
- sezon 2018/2019: 75.
- sezon 2019/2020: 17.
- sezon 2020/2021: 21.

#### Miejsca na podium w zawodach
1. Copper Mountain – 21 grudnia 2013 (halfpipe) - 1. miejsce
2. Copper Mountain – 6 grudnia 2014 (halfpipe) - 1. miejsce
3. Park City – 1 marca 2015 (halfpipe) - 2. miejsce
4. Laax – 18 stycznia 2020 (halfpipe) - 3. miejsce
5. Mammoth Mountain – 31 stycznia 2020 (halfpipe) - 2. miejsce